# Замок Баллілоган
Замок Баллілоган (англ. Ballyloughan Castle, ірл. Baile an Loch Án) — один із замків Ірландії, розташований в графстві Карлоу, біля одноіменного селища Баллілоган, біля селище Багеналстоун. Замок баштового типу, збудований в норманському стилі, являє собою дві вежі-близнюки, що з'єднані стінами і добудовами. Колись на першому поверсі була велика зала, де був великий камін. Збереглися залишки гвинтових сходів. Замок побудований біля 1300 року. Нині замок Баллілоган є пам'яткою історії та архітектури Ірландії національного значення.

## Історія замку Баллілоган
Замок Баллілоган побудований лордом англо-норманського походження біля 1300 року, можливо раніше — наприкінці ХІІІ століття для захисту своїх володінь від ірландського клану Кавана, що намагався повернути собі свої споконвічні землі. Рання історія замку Баллілоган втрачена. Колись замок був оточений глибоким ровом, через який був міст. Був ще додатковий мур. Біля замку береглися руїни будинку XVII століття. Цей будинок, як і замок збудований з дикого каменю місцевого походження. У XIV столітті ірландський клан відвоював свої землі і взяв замок під свій контроль. Довгий час клан Кавана та його вожді володіли цим замком. У XVI столітті замком володів вождь клану Кавана Донох — вождь найсильнішої септи Донох клану Кавана. Потім в тому ж столітті замок перейшов до рук феодалів Багенал з замку Багеналстоун. У 1641 році спалахнуло повстання за незалежність Ірландії. Володарі замку Баллілоган — родина Багенал підтримала повстання і над замком здійнявся прапор Ірландської конфедерації. Замок був взятий штурмом військами Олівера Кромвеля. Після жорстокого придушення повстання Олівер Кромвель конфіскував замок і передав його родині Бевчамп. Але ця родина в тому ж XVII столітті збудувала собі нову резиденцію і замок не відновлювала і ніколи в ньому не жила. Замок був закинутий і поступово перетворювався на руїну. Багато каменів з замку розтаскувались для будівництва іншого житла. Але в 1725 році Елеонора Бевчапм частково відновила замок і зробила його своєю резиденцією. Вона одружилася з Волтером Багеналом з Данлекні — поєдналися дві давні родини, що в різний час володіли цим замком. У ХІХ столітті землями і замком Баллілоган володіла родина Бруен. Нині замок стоїть на приватній землі, доступ до нього обмежений. У 1955 році проводились розкопки в замку і біля нього, що виявили різні артефакти доби середньовіччя і сліди різних елементів замку, що нині не збереглися.
На захід від замку колись було озеро — нині зникло, але залишки болотяної рослинності вказують на його місцезнаходження. Від цього озера замок і отримав свою назву: ірландська назва замку була Байле-ан-Лох-Ан (ірл. Baile an Loch Án). Назва перекладається як «Місто біля озера Ан». Рів навколо замку наповнювався водою з цього озера.
У XVIII столітті руїни замку замалював художник Гросс. У той час замок вже був в руїнах. Хоча на малюнку є більша кількість стін і споруд, є три димарі (лишилися залишки тільки від одного). Висувається ідея реставрація замку, але вона досі не реалізована.
Є легенда про замок Баллілоган і місцеві жителі розповідають, що в замку живе привид. Згідно легенди це привид священика-протестанта. Його переслідували католики-роялісти під час громадянської війни на Британських островах в 1641—1660 роках. Священик попросив притулку в господарів замку, які теж були католиками і роялістами. Вони спочатку дали йому притулок і сховали в замку, але потім видали його роялістам, які повісили його біля замку. З того часу привид цього священика періодично з'являється в замку і стогне.